# Schloss Ardennes

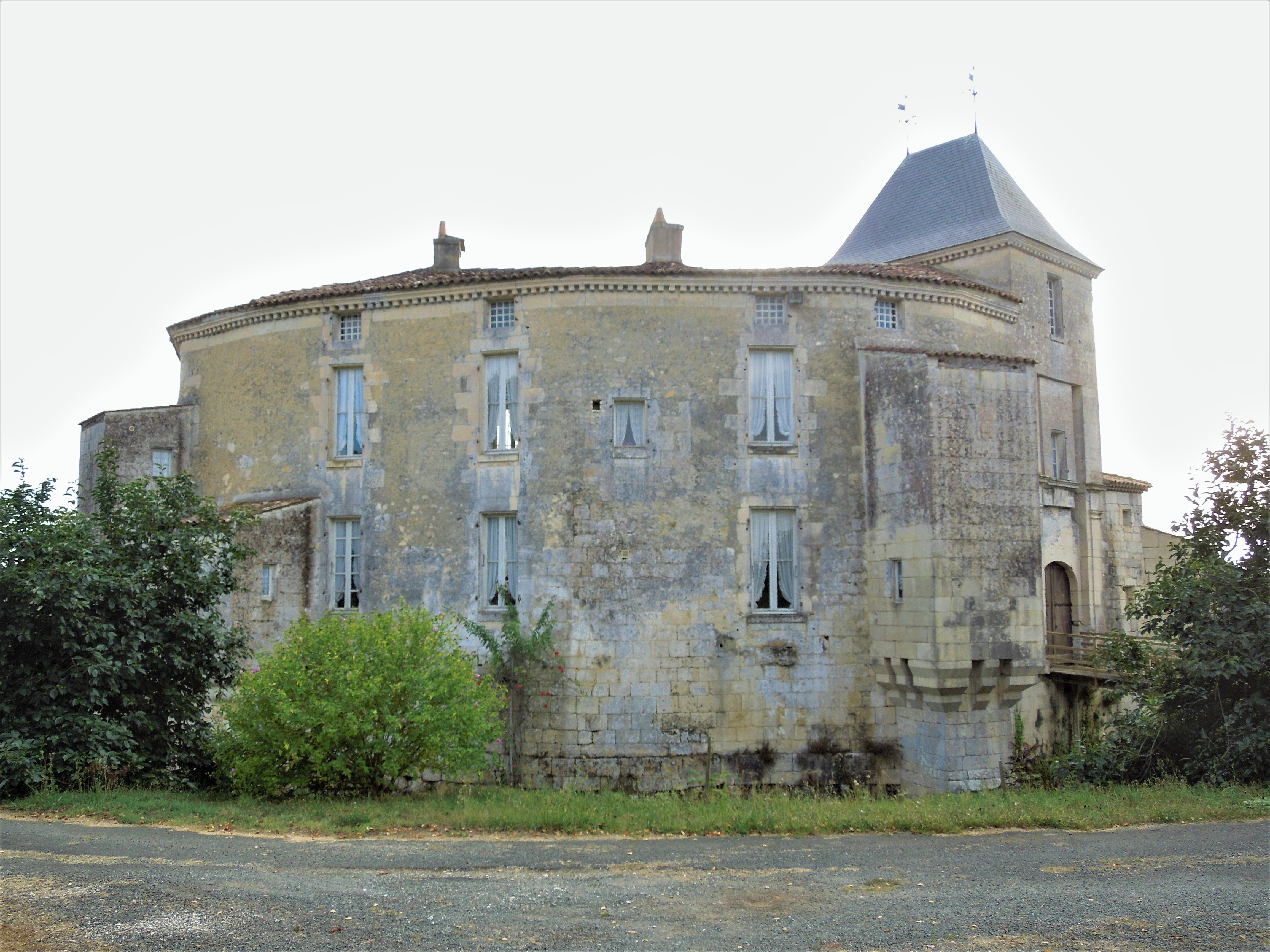
Das Schloss Ardennes, Nordostansicht

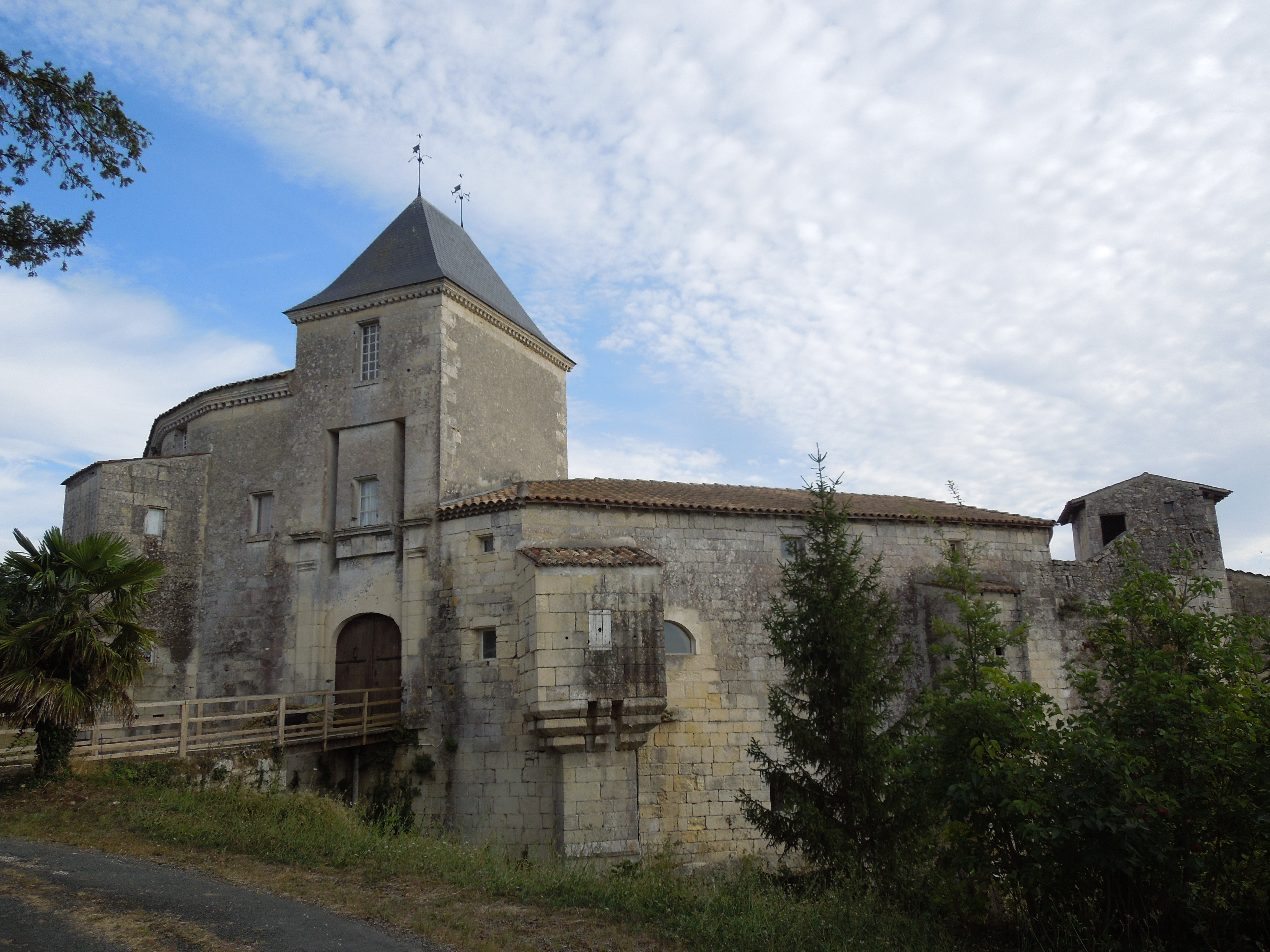
Schloss Ardennes, Nordwestansicht

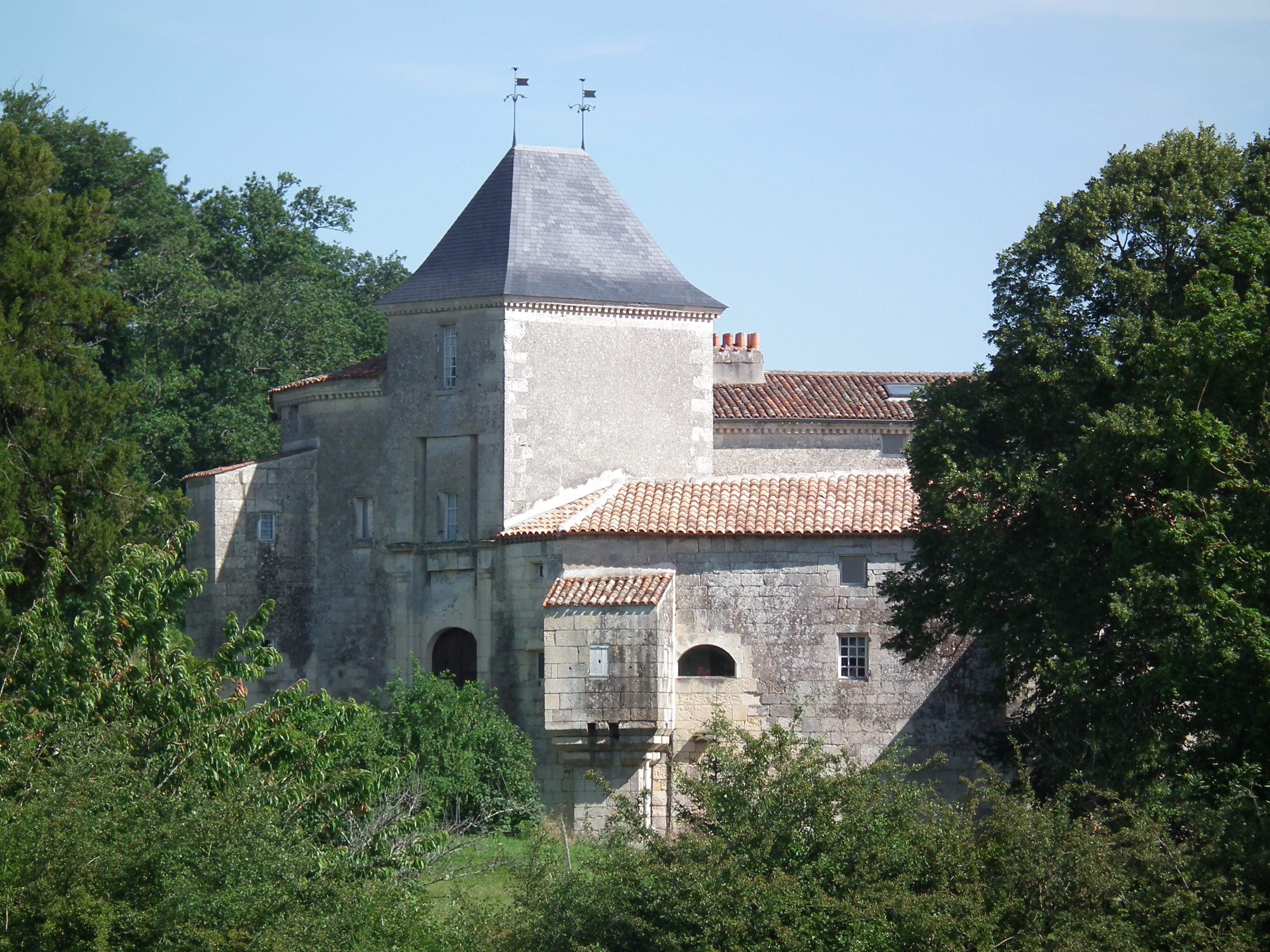
Schloss Ardennes, Torturm von Nordwesten

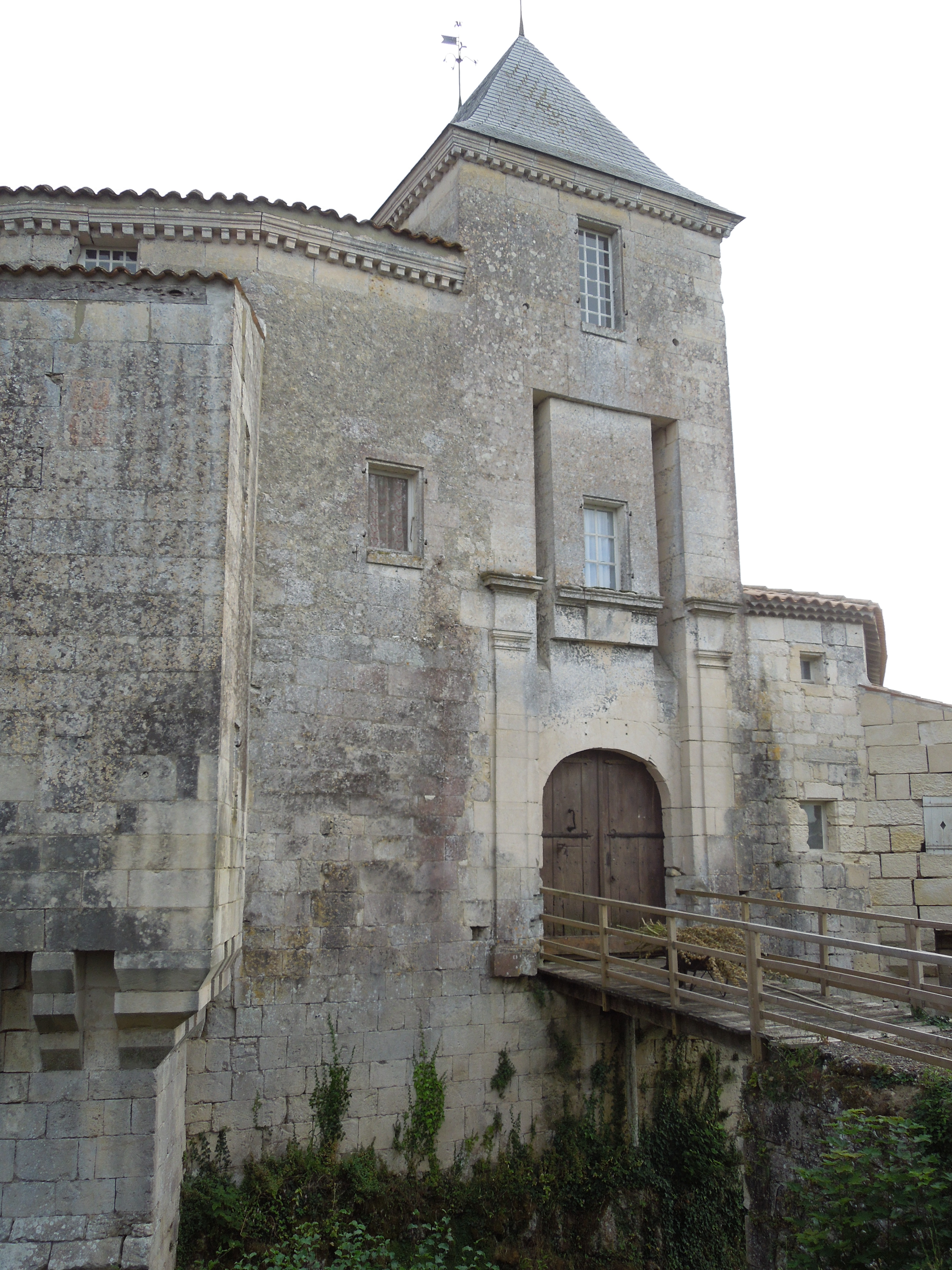
Torturm und Brücke

Das Schloss Ardennes (französisch Château d’Ardennes) ist eine zum Schloss umgebaute ehemalige Wasserburg auf dem Gebiet der Gemeinde Fléac-sur-Seugne südlich von Pons im Département Charente-Maritime, Frankreich. Es befindet sich etwa drei Kilometer ostsüdöstlich der Kernsiedlung und etwa 500 m südlich der Straße D 249 nach Marignac.
Die Anlage ist als architektonisches Kulturdenkmal in der Base Mérimée registriert. Sie ist in Privatbesitz und kann nur von außen besichtigt werden.

## Geschichte
Eine kleine Burg wurde im 12. Jahrhundert vermutlich von den Templern erbaut, kam nach der Auflösung des Ordens 1312 zunächst an die Johanniter und spätestens im ersten Quartal des 15. Jahrhunderts an die im Angoumois und in der Saintonge begüterte Familie de Balodes, die 1420 als Besitzer beurkundet ist. Sie vergrößerte die Anlage erheblich und ließ sie zum Schloss umbauen. Im Jahre 1610 ist der einem aus Wales eingewanderten Geschlecht entstammende Daniel Green de Saint Marsault als Besitzer genannt. 1618 kaufte Pierre Dugua de Mons (1558–1628), der Gründer der ersten dauerhaften Siedlung in Neufrankreich (Kanada), das Schloss. Dugua war von 1610 bis 1618 Gouverneur von Pons und lebte danach bis zu seinem Tod 1628 in seinem Château d’Ardennes. Er ließ das Schloss, insbesondere die oberen Geschosse, noch einmal gründlich renovieren und erweitern. Nach seinem Tod wurde er unter einem großen Baum vor dem Schlosseingang bestattet. Duguas Ehe war kinderlos geblieben, und das Schloss wechselte nach seinem Tod mehrfach den Besitzer. Es war lange Zeit, bis in die 1970er Jahre, im Besitz eines Zweigs der Familie Pandin de Lussaudière. Ein neuer Eigentümer restaurierte ab 1982 die Wirtschaftsgebäude und die hofseitigen überdachten Galerien. Das Anwesen wurde seitdem erneut weiterverkauft.

## Anlage
Das Schloss steht westlich eines ausgedehnten Waldes am unteren Ende eines Feldes, das nach Westen in ein kleines, von einem etwa 1,5 km weiter westlich in die Seugne mündenden Bach durchflossenes Tal abfällt. Die Gräben der außen nahezu kreisförmigen ehemaligen Wasserburg liegen heute trocken, sind jedoch im Norden an der Stelle der einstigen Zugbrücke noch immer von einer hölzernen Brücke vor dem Torbau überspannt. Der Bau ist wuchtig, aber in seinem äußeren Erscheinungsbild architektonisch eher bescheiden. Das dreiflügelige Corps de Logis umgibt einen rechteckigen Innenhof von Nordwesten bis Südosten; im Südwesten schließen Nebengebäude den Hof ab.
Der Zugang zum Schloss führt über die Brücke und durch ein rundbogiges Burgtor in dem rechteckigen, in das Corps de Logis integrierten und dessen zweistöckigen Zentralbau im Nordwesten nur wenig überragenden Torturm mit schiefergedecktem Walmdach. An der Hofseite des Torbogens ist das Datum 1711 eingemeißelt. Die Nordost- und Südostflügel des auf hohem Kellergeschoss errichteten und mit einem nahezu flachen Ziegeldach über einem sehr niedrigen Dachgeschoss gedeckten Corps de Logis sind zweistöckig, der Nordwestflügel jenseits des Torturms ist einstöckig. Die Außenmauern an der Grabenseite, deren mächtige Stützpfeiler in den Graben hineinragen, bestehen im unteren Teil aus sauber behauenen Sandsteinblöcken, darüber aus verputzten unbehauenen Kalksandsteinen. Nur der zentrale, nordöstliche Flügel hat in beiden Geschossen große Fenster nach außen.
Im Corps de Logis führen eine Steintreppe im Nordostflügel und eine monumentale Treppe mit Balustern im Südostflügel nach oben. Eine Kapelle befand sich einst am westlichen Ende des Südostflügels. In den Wohnräumen befinden sich noch heute Kamine und Täfelung|en aus dem 17., teilweise auch aus dem 18. Jahrhundert.
Im niedrigen Nordwestflügel, dem einstigen Versorgungstrakt, befinden sich im Osten ein Raum mit einem Brotbackofen und im Westen unter dem Niveau des Schlosshofes, erreichbar über eine steinerne Wendeltreppe, zwei Kellerräume mit Tonnengewölben. Eine Steintreppe am Westgiebel bietet Zugang sowohl zum Obergeschoss sowie zu den Nebengebäuden an der Südwestseite des Schlosshofs und zu einem Rest des Wehrgangs. Unter dieser Treppe öffnet sich eine Rundbogentür in einen Flur mit Zugang zu Latrinen in einem massiven, über den Graben ragenden Vorbau auf einem der Stützpfeiler.
Zwischen dem Nordwestflügel und dem Nordende der Nebengebäude ist ein sehr kleiner Hof, in dessen Nordwestecke eine Spitzbogentür mit Verteidigungselementen und einem Wehrerker in den Schlosshof führt. Hinter dieser Tür gelangt man über eine große Steintreppe hinab in den Innenhof des westlich an die Schlossanlage anschließenden Wirtschaftshof, der von mehreren großen Scheunen, Ställen und einem eigenen Torturm an der Südseite umgeben ist.
Koordinaten: 45° 31′ 28″ N, 0° 30′ 28″ W